# Samuel Darío Maldonado
Samuel Darío Maldonado is een gemeente in de Venezolaanse staat Táchira. De gemeente telt 16.700 inwoners. De hoofdplaats is La Tendida.